# Anton Zetterholm
Anton Zetterholm, född 24 juni 1986 i Växjö, är en svensk skådespelare och musikalartist för närvarande bosatt i Wien.
Han blev 2008 uttagen av Phil Collins i en TV-sänd castingshow för att spela Tarzan i Disneys Tarzan i Hamburg. Musik skriven av Phil Collins.
Sommaren 2013 gjorde Zetterholm sin West End-debut som Enjolras i Les Misérables. I magasinet "Musicals" blev han utsedd till den näst bästa manliga musikalartisten aktiv i West End eller på Broadway. På Broadwayworld.com var Zetterholm nominerad till West Ends "Best Actor in a Musical".
2014 gjorde Zetterholm Hollywoodpremiär med biofilmen Tarzan i 3D, där han delade titelrollen med Twilight-stjärnan Kellan Lutz. 

## Teater

### Roller
| År   | Roll                   | Produktion                                                                     | Regi           | Teater                       |
| ---- | ---------------------- | ------------------------------------------------------------------------------ | -------------- | ---------------------------- |
| 2008 | Tarzan                 | Tarzan Phil Collins och David Henry Hwang                                      | Bob Crowley    | Neue Flora Theater, Hamburg  |
| 2010 | Fiyreo                 | Wicked - Die Hexen von Oz Stephen Schwartz                                     |                | Metronom Theater, Oberhausen |
| 2012 | Alfred                 | Tanz der Vampire                                                               | Roman Polanski | Theater des Westens, Berlin  |
| 2012 | Rudolf                 | Elisabeth                                                                      | Harry Kupfer   | Wien                         |
| 2013 | Enjolras               | Les Miserables                                                                 | Trevor Nunn    | Queen's theatre, London      |
| 2016 | Raoul, Greve de Chagny | The Phantom of the Opera Andrew Lloyd Webber, Charles Hart och Richard Stilgoe | Harold Prince  | Cirkus, Stockholm            |
| 2018 | Tony                   | West Side Story                                                                | Kasper Holten  | Malmö Opera, Malmö           |

- Best of Musical 2010